# 十日戦争
十日戦争（とおかせんそう、蘭: Tiendaagse Veldtocht）は、1831年8月2日から12日にかけて行われた、オランダ（ネーデルラント連合王国）王ヴィレム1世による、ベルギー独立革命に対する鎮圧を試みた戦いである。最終的に鎮圧は失敗し、ベルギーは独立することになる。

## 序
1830年8月にベルギー独立革命が始まった時、南ネーデルラント（現在のベルギー）に配備されていたネーデルラント軍では、南ネーデルラント在住の兵士の大規模な逃亡が生じた。これは、自分たちが住んでいる地域の人々と戦うことを拒否したためであった。配備されていた兵の約3分の2が逃亡した。この事実と、ネーデルラント軍の大半（よく訓練を受けた部隊）が殖民地に配置されているという点が、残りの部隊の士気を挫いた。この影響でベルギーの革命勢力は、ベルギー全土の支配を速やかに手に入れることができた。
しかし、ベルギーの革命勢力の指導者は、この早期の大成功により自信過剰になり、自分の国の軍隊を創設する際に、適切な処置をとらなかった。
北ネーデルラント（現在のオランダ）の多くの人と同じく、ヴィレム1世国王はベルギーの反乱鎮圧の失敗を大きな失態と感じ、反乱軍への復讐を行なうことを望んだ。ヴィレム1世は、反乱軍がレオポルド1世を自分たちの王に求めていると知り、ベルギーへの攻撃を決定した。

## 戦闘
1831年8月2日、オランダ軍はポッペル（Poppel）近くで「国境」を越えた。ベルギー軍の斥候は、部隊に気づき、敵軍の進路の木を切ることにより道を塞いだ。最初の戦闘はニーウェンケルク（Nieuwenkerk）付近で行なわれた。オランダ軍の最高指揮官オラニエ公（オランダ王太子）ヴィレムは午後に到着し、ゾンデレイヘン（Zondereigen）を占領した。約400人のベルギー兵は撃退された。ラヴェル（Ravel）の付近でオランダ軍によって、ベルギー軍は周囲の森へ、さらに沼地へ敗走していった。その結果、ベルギー軍はトゥルンハウト（Turnhout）へ撤退した。しかし、オランダ軍の大砲の音はトゥルンハウトの人々を恐怖に陥れた。人々はアントウェルペンの方へ逃げ始めた。翌日、別のオランダ軍がアントウェルペンに向かっているように見せている間に（実際には別の方向からトゥルンハウトを攻撃しようとしていた）、約11,000人のオランダ軍がトゥルンハウトを占領する準備をしていた。続く戦いで、オランダ軍はベルギー軍を、その士気を早期に挫くことにより打ち負かし、その後の戦闘で、ベルギー軍を潰走させた。
8月4日に、オランダ軍はアントウェルペンを占領し、ブラバント公国の旗を引き下ろし、オランダの旗が揚げられた。王太子はそれに反対した。なぜなら、この行為はオランダの権力の回復という意味ではなく、占領のシンボルであったからである。同時にオランダ軍は小部隊に分かれ、無数の市民軍と2つのベルギー正規軍を追撃していた。
8月8日の時点で、ベルギーの敗北はほぼ決まったようなものであった。そこで、ベルギーは、正式の政府の決定なしに、フランスの支援を受けることを決定した。ジェラール（Gérard）将軍指揮のフランス軍は、その翌日国境を越えた。オランダ軍は、他国の支援なしにベルギーを侵攻していた（ロシアは支援を行いたかったが、ポーランドの反乱という厄介な問題を抱えており、プロイセンは西側国境を安定させようとするロシアなしに部隊を送るというリスクを避けたかった）。そのため、オランダ軍はフランス軍との戦争の危険に直面した（フランスは最初からベルギーを併合する意図は持っていなかった）。そこで、イギリスの仲介によりオランダは前進をやめ、8月12日に攻撃を停止した。最後のオランダ軍は8月20日にネーデルラントに戻った。アントウェルペンは1832年まで占領下に置かれた。

## 戦後
オランダの市民は戦争の結果に満足した。しかしヴィレム1世は、自分のネーデルラント統合の夢が幻想であることを確信した。最終的な平和交渉では、ヨーロッパの列強はベルギーがどんなに弱い国であるかを知り、そのため最終的な分割がオランダに有利なものとなった。